# Maestro (carta di debito)
Mastercard Maestro è una rete internazionale di pagamenti digitali di proprietà di Mastercard. Fondata nel 1991 negli Stati Uniti, rilascia sotto il suo marchio carte di debito, se collegate al conto corrente e prepagate. Dal 2023 non è più possibile richiedere una carta di debito Maestro. Mastercard utilizzerà da luglio 2023 il proprio brand Debit Mastercard.

## Caratteristiche
Attraverso la Maestro è possibile effettuare operazioni online oppure, mediante carta, presso POS e ATM. Nel caso degli acquisti presso gli esercenti fisici, il titolare presenta la carta presso il POS e questa è strisciata nel terminale di pagamento dall’assistente o dal cliente, inserita in un dispositivo per chip e PIN, o letta da un lettore contactless. Il pagamento è autorizzato dall'emittente della carta per accertarsi che il titolare abbia fondi sufficienti nel conto per effettuare l'acquisto e il titolare conferma il pagamento firmando la ricevuta o digitando il proprio PIN da 4 a 6 cifre, tranne che con transazioni contactless al di sotto di un importo specificato, per cui nessuna ulteriore verifica è richiesta.
Nel secondo caso degli ATM (attraverso la rete Cirrus), il cliente inserisce la carta nello sportello e attende che venga letta dal dispositivo. Se la carta è abilitata, è possibile effettuare una moltitudine di operazioni in base all'offerta del proprio operatore di Banca o al modello di macchinario utilizzato (in genere ritiro contanti, visualizzazione del saldo, ricariche telefoniche etc.).
Maestro richiede spesso l'autorizzazione elettronica on-line per ogni transazione, anche se le regole MasterCard consentono di stabilire dei limiti minimi solo per le transazioni con chip Maestro EMV. Non solo le informazioni immagazzinate nel chip o nella banda magnetica devono essere lette, ma queste devono essere trasmesse dal commerciante alla banca emittente, quindi la banca emittente deve rispondere con un'autorizzazione positiva. Se le informazioni non sono lette, l'emittente rifiuterà la transazione, senza riguardo di qualsiasi quantità disponibile sul conto collegato, tranne nella regione pacifica dell'Asia, dove l'immissione manuale è consentita in alcune circostanze. Ciò differisce dalla maggior parte delle altre carte di debito o credito, per le quali le informazioni possono essere inserite manualmente nel terminale (cioè digitando sul terminale dalle 13 alle 19 cifre e la data di scadenza) ed essere comunque approvate dall'emittente o processore sostitutivo. Nella maggior parte dei paesi, tranne quelli specificati nella normativa MasterCard, è richiesto sempre un PIN oppure una firma per autorizzare una transazione Maestro, tranne quando nessun CVM (Cardholder Verification Method, in italiano metodo di verifica del titolare) è richiesto.
Maestro è accettata presso circa quindici milioni di terminali di punti vendita.
Mastercard ha annunciato ufficialmente che sostituirà il servizio di carte di debito Maestro con prodotti a marchio Mastercard (Debit Mastercard). Le carte Maestro sono rimaste in circolazione per oltre trent'anni. A partire dal 1º luglio 2023 Mastercard non emetterà più carte con il marchio Maestro. Le nuove carte, i rinnovi e le sostituzioni di tutte le carte con marchio Maestro verranno sostituite dai prodotti Mastercard.

## Accettazione e disponibilità

### Americhe
- In Argentina, Maestro è la carta usata dal Banco de la Nacion Argentina e da altre banche, principalmente gestite dallo stato o provinciali.
- In Brasile, MasterCard ha acquistato il preesistente servizio di Redeshop nel 2002 e lo ha rinominato Maestro.
- In Cile, le carte di debito Maestro sono ampiamente usate, co-marcate con RedCompra ed emesse dalla maggior parte delle banche (Santander ha emesso solo carte di debito Maestro). Funzionano tramite i locali circuiti Transbank e Cirrus. Solitamente le carte Maestro cilene hanno un piccolo marchio sulla parte posteriore della carta. Le carte Debit MasterCard non vengono emesse in Cile. Le carte Maestro cilene sono solitamente contactless.
- In parte dell'America latina, Maestro era conosciuto come Mastercard Maestro e aveva un marchio differente.
- Negli Stati Uniti, Maestro è un circuito di carte di debito basato sul PIN collegato strettamente al circuito Cirrus ATM, anch’esso posseduto da MasterCard. Come altri circuiti di addebito tramite PIN degli Stati Uniti, Maestro conta solamente su una normale carta e un PIN, senza chip; le transazioni di addebito tramite firma negli Stati Uniti sono gestite attraverso il circuito principale MasterCard o il rivale Visa. La ex controllata statunitense di RBS, Citizens Financial Group  è passata a Visa, anche se, come la maggior parte delle banche straniere con operazioni negli Stati Uniti, utilizza il circuito di MasterCard Cirrus e la propria carta partecipa all'iniziativa MasterCard SecureCode.
- In Venezuela, Maestro è estremamente popolare. Rappresenta, a partire dal 2014, la carta principale di debito, emessa da quasi tutte le maggiori banche del paese. Questa è ampiamente accettata tramite POS. Funziona in tutti i bancomat che mostrano i marchi Suiche7B, MasterCard, Conexus e Cirrus.

### Asia
- In Cina, Bank of China usa Maestro come proprio sistema di carte di debito "internazionale". Inoltre, alcuni bancomat della Bank of China presenteranno all'utente l'opzione per la lingua giapponese o coreana al momento dell'inserimento di una carta Maestro.
- In India, Maestro è emessa dalla maggior parte delle banche più importanti, tranne che dalla ICICI Bank. La banche emittenti carte Maestro includono la State Bank of India (la più grande banca dell'India), le banche affiliate alla State Bank, la Punjab National Bank, la Syndicate Bank, la Oriental Bank of Commerce, la Bank of Ragiastan, ecc.
- In Israele, le carte Maestro non possono essere usate presso i punti vendita per fare acquisti ma il circuito Cirrus è accettato presso la maggioranza dei punti prelievo il più delle volte. L'eccezione è la "First International Bank of Israel" (FIBI) presso cui Cirrus non è accettato.
- In Australia, il circuito Maestro non è attivo, alcuni Atm lo accettano con commissioni altissime.
- In Giappone, le carte di debito Maestro con chip EMV emesse al di fuori della regione pacifica dell'Asia, dei Paesi Bassi e del Canada non possono temporaneamente essere usate presso i bancomat a causa di un aggiornamento del circuito bancomat regionale. In più, la Seven Bank ha annunciato nell'aprile del 2013 che tutte le carte MasterCard, comprese le Maestro, non sarebbero più state accettate ai loro bancomat a causa di un disaccordo con MasterCard.[4][5][6]

### Europa
- In Belgio, le carte Maestro sono co-marcate col logo Belgian Bancontact (precedentemente Bancontact/Mister Cash).
- In Danimarca, Maestro è stata sostituita dalle banche che la avevano emessa con Debit MasterCard. Inoltre, la più grande banca danese la Danske Bank  ha sostituito tutto le proprie carte di debito con le Debit MasterCard.
- In Germania e Austria, Maestro ha sostituito il sistema Eurocheque. Le carte Maestro austriache sono virtualmente sempre carte uniche della Maestro. Le carte Maestro tedesche, tuttavia, nella maggior parte dei casi sono co-marcate col marchio tedesco Girocard. Queste carte co-marcate funzionano come normali carte Maestro all'interno del circuito Maestro e come Girocard all'interno del circuito Girocard, ma non possono essere usate come Maestro tramite telefono o internet.
- In Grecia, le carte di debito Maestro sono state emesse da diverse banche maggiori.[7] Tuttavia, a partire da marzo 2015 tutte e quattro le maggiori banche greche hanno sostituito le carte Maestro con delle carte contactless Debit MasterCard.
- In Irlanda, Laser, che è stato co-marcato con Maestro, è stato sostituito da carte Visa Debit e Debit MasterCard. La carta di debito Laser è stata eliminata da ogni banca e ha cessato di operare da marzo 2014. Le carte Laser irlandesi hanno riportato il marchio in comune con Maestro dal 2008 in poi. Erano state pensate per essere usate col sistema POS di chip e PIN. Il chip sulla carta era programmato con due applicazioni, una per Laser e una per Maestro. Le transazioni erano normalmente processate sul circuito Laser in Irlanda e il circuito Maestro quando la carta era usata all'estero. Alcuni terminali POS facevano scegliere manualmente agli utenti tra Laser o Maestro prima di completare la transazione. Le carte Laser potevano essere processate come Maestro nella maggior parte dei terminali POS in tutto il mondo per transazioni tramite chip e PIN o strisciata e firma (dove ancora accettate). I punti vendita basati su internet o telefono, tuttavia, dovevano essere specificamente predisposti per accettare le carte irlandesi Laser/Maestro. Le transazioni fatte con queste carte erano garantite spesso dal sistema SecureCode della MasterCard per verificare l'identità del titolare. Queste carte erano solitamente multifunzione e operavano come carte di debito così come bancomat che potevano essere usate per accedere agli sportelli automatici. Alcune banche inoltre permettevano ai clienti di usare le loro carte per depositare o ritirare soldi allo sportello o presso un ufficio postale An Post usando la propria carta di debito e il PIN. Per tradizione le carte contenevano spesso una funzione di carta di garanzia per gli assegni indicata da un ologramma. Questo sistema è stato interrotto nel 2011. Le carte Maestro emesse all'estero sono ancora accettate in Irlanda presso i bancomat e molti dispositivi POS. Tuttavia, l'accettazione delle carte di debito/credito Visa e MasterCard è più affidabile generalmente presso i terminali POS.
- In Italia, molte banche nonché PostePay e la divisione BancoPosta di Poste italiane emettevano carte Maestro; normalmente co-marcate col circuito nazionale Bancomat/PagoBancomat o Postamat e con quello internazionale Cirrus.
- Nei Paesi Bassi, quasi tutte le banche emettono le carte di debito Maestro, con soltanto una banca che offre V Pay invece delle carte Maestro. Prima del 2012, le carte di debito Dutch Maestro erano co-marcate col circuito nazionale PIN. Tale circuito è stato da allora dismesso e rimpiazzato da Maestro e V Pay.
- In Romania, Maestro rappresentava una popolare carta di debito (la terza dopo Visa Electron e Debit MasterCard), ed è tuttora emessa da 3 banche: BCR, BRD e Credit Agricole.
- In Russia, Maestro è emessa da banche che includono Sberbank, la quale emette carte come MasterCard Maestro Momentum e la Social MasterCard Maestro Debit Card.
- In Serbia, le carte di debito Maestro sono emesse da parecchie banche in Serbia. L'emittente principale era Banca Intesa Beograd fino a quando, nel settembre 2012, Banca Intesa Beograd ha cominciato a passare a Visa.[8]
- Nel Regno Unito, l'ex sistema di carte di debito Switch fu rinominato Maestro. A parte il marchio, tuttavia, il sistema era ancora il vecchio Switch e le carte erano ancora fondamentalmente Switch. Nel 2011, MasterCard ha allineato UK Domestic Maestro (l'ex Switch) con l'offerta internazionale standard di Maestro, mettendo fine al suo status di circuito di carte separato. Questo cambiamento inoltre ha condotto alla sospensione di Solo (carta di debito).[9] Nel gennaio del 2009 First Direct e HSBC hanno interrotto l'uso della carta Maestro, emettendo carte Visa Debit  per i nuovi clienti e lanciandole gradualmente durante il 2009 per i clienti esistenti. A settembre dello stesso anno, le divisioni britanniche del National Australia Bank, che sono la Clydesdale Bank e la Yorkshire Bank, hanno dato inizio al processo di sostituzione della carta Maestro con la Debit MasterCard per i loro conti correnti, tranne che per i conti Readycash e Student, per cui la carta Maestro ha continuato a essere emessa fino al 2015. Egualmente, nello stesso mese la Royal Bank of Scotland Group (la più grande emittente di carte di debito in Europa, che include i marchi NatWest, Coutts e Ulster Bank) è passata da Maestro a Visa Debit, un processo che è stato completato in due anni.[10][11][12] Ciò di fatto ha significato che solo alcune piccole banche britanniche avrebbero emesso carte Maestro. Nel 2015, la Bank of Ireland UK ha sostituito le proprie carte di debito Maestro con carte Visa Debit.

## Loghi

1992-1997
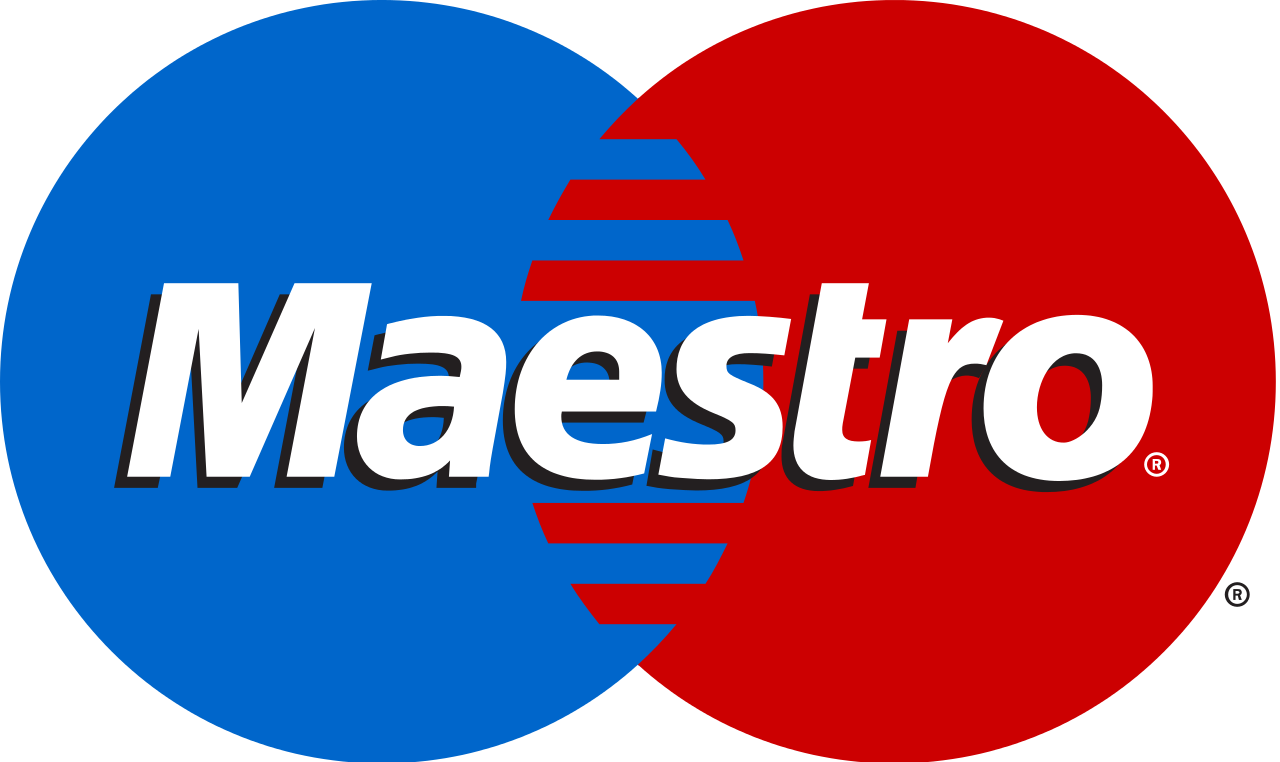
1997-2016
2016-attuale